# Казимировка (Мозырский район)
Казимировка (бел. Казіміраўка) — деревня в Слободском сельсовете Мозырского района Гомельской области Республики Беларусь.
На юге и западе граничит с лесом.

## География

### Расположение
В 25 км на юго-запад от Мозыря, 21 км от железнодорожной станции Козенки (на линии Калинковичи — Овруч), 158 км от Гомеля.

### Гидрография
На востоке мелиоративный канал.

## Транспортная сеть
Транспортные связи по просёлочной, затем автомобильной дороге Мозырь — Петриков. Планировка состоит из почти прямолинейной улицы, ориентированной с юго-востока на северо-запад, к которой на западе присоединяется короткая улица. Строения деревянные, усадебного типа.

## История
По письменным источникам известна с начала XVIII века как село в Мозырском повете Минского воеводства Великого княжества Литовского. После 2-го раздела Речи Посполитой (1793 год) в составе Российской империи. Согласно инвентаря 1848 года в составе поместья Скрыгалов, владение помещицы Снедецкой. В 1879 году обозначена в числе сёл Скрыгаловского церковного прихода. В 1897 году кроме земледелия жители занимались бондарным промыслом. В 1908 году в Слобода-Скрыгаловской волости Мозырского уезда Минской губернии. В 1912 году открыта школа, которая размещалась в наёмном крестьянском доме, а в 1924 году для неё построено собственное здание. В 1917 году в Слободской волости.
С 20 августа 1924 года до 16 июля 1954 года центр Казимировского сельсовета Мозырского, с 5 октября 1926 года Слободского, с 4 августа 1927 года Петриковского, с 27 сентября 1930 года Мозырского районов Мозырского (до 26 июля 1930 года и с 21 июня 1935 года по 20 февраля 1938 года) округа, с 20 февраля 1938 года Полесской, с 8 января 1954 года Гомельской областей.
В 1929 году организован колхоз имени Ф. Энгельса, работала кузница. В начальной школе в 1935 году 71 ученик. Во время Великой Отечественной войны оккупанты в марте 1943 года убили 249 жителей (похоронены в могиле жертв фашизма в центре деревни) и полностью сожгли деревню. 57 жителей погибли на фронте. Согласно переписи 1959 года в составе колхоза имени Н. К. Крупской (центр — деревня Романовка).

## Население

### Численность
- 2004 год — 1 хозяйство, 1 житель.

### Динамика
- 1795 год — 11 дворов.
- 1850 год — 14 дворов.
- 1869 год — 119 жителей.
- 1897 год — 43 двора, 254 жителя (согласно переписи).
- 1908 год — 344 жителя.
- 1917 год — 398 жителей.
- 1925 год — 95 дворов.
- 1959 год — 116 жителей (согласно переписи).
- 2004 год — 1 хозяйство, 1 житель.